# Hello My Love
«Hello My Love» — песня ирландской группы Westlife, первый сингл группы после ее возвращения на поп-сцену в сентябре 2018 года. Запись заявлена как первый сингл нового еще не вышедшего камбэк-альбома Westlife. Релиз сингла состоялся 10 января 2018 года.

## Список композиций
1. «Hello My Love» — 3:34
2. «Hello My Love (Instrumental)» — 3:34

## Позиция в чартах
| Чарт (2019)                              | Высшая позиция в чарте |
| ---------------------------------------- | ---------------------- |
| Великобритания (Official Charts Company) | 13                     |
| Вьетнам                                  | 15                     |
| Ирландия (IRMA)                          | 2                      |
| Новая Зеландия (RMNZ)                    | 18                     |
| Сингапур                                 | 18                     |
| Швеция (Sverigetopplistan)               | 10                     |
| Шотландия (Official Charts Company)      | 2                      |